# Amphicyclotulus perplexus
Amphicyclotulus perplexus е вид коремоного от семейство Neocyclotidae. Видът е световно застрашен, със статут Уязвим.

## Разпространение
Разпространен е в Гваделупа.